# Honey 3: Dare to Dance
A Honey 3: Dare to Dance 2016-ban bemutatott amerikai film, amelyet Bille Woodruff rendezett.
A forgatókönyvet Mike Elliott írta. A producere Catherine Cyran. A főszerepekben Cassie Ventura, Kenny Wormald, Dena Kaplan, Sibo Mlambo, Bobby Lockwood, Clayton Evertson, Terry Sauls láthatóak. A zeneszerzője Mark Kilian. A tévéfilm gyártója a Capital Arts Entertainment, a Universal 1440 Entertainment és a Universal Pictures, forgalmazója a Universal Studios Home Entertainment. Műfaja romantikus film.
Amerikában 2016. szeptember 6-án mutatták be DVD-n.

## Szereplők
| Szereplő | Színész          | Magyar hang     |
| --- | ---------------- | --------------- |
| Melea Martin | Cassie Ventura   | Berkes Boglárka |
| Erik Wildwood | Kenny Wormald    | Czető Roland    |
| Nadine | Dena Kaplan      | Lamboni Anna    |
| Ishani Magona | Sibongile Mlambo | Kis-Kovács Luca |
| Laser | Bobby Lockwood   | Jánosi Ferenc   |
| Taj Mfeka | Clayton Evertson | Varga Rókus     |
| Taariq | Terry Sauls      | Gacsal Ádám     |
| Dajon Bell | Ambrose Uren     | Berkes Bence    |
| Eduardo Diego | Stephen Jubber   | Kisfalusi Lehel |
| Mr. Sammy Wright | Adrian Galley    | Bácskai János   |
| Simon bácsi | Peter Butler     | Gardi Tamás     |
| Mike | Brandon Peterson | Hám Bertalan    |
| DJ Zubair Khumalo | Sivuyile Ngesi   | Bor László      |
| Mrs. Mfele | Andrea Dondolo   | Grúber Zita     |
| Amanda Lee | Sue Diepeveen    | Téglás Judit    |
| További magyar hangok |                  |                 |
| Boldog Emese, Borbíró András, Bordás János, Csúz Lívia, Czető Ádám, Fehér Péter, Galiotti Barbara, Hermann Lilla, Joó Gábor, Kántor Zoltán, Kapu Hajni, Kiss Anikó, Lipcsey Colini Borbála, Mohácsi Nóra, Németh Attila István, Oroszi Tamás, Pekár Adrienn, Pupos Tímea, Sörös Miklós, Szabó Andor, Szórádi Erika, Szvetlov Balázs |                  |                 |